# Marijan Žužej
Marijan Žužej (8. veljače 1934. – Zagreb, 18. prosinca 2011.), hrvatski vaterpolist, osvajač srebrne medalje na Olimpijskim igrama u Melbourneu 1956. godine.